# Belgirate
Belgirate ist eine Gemeinde in der italienischen Provinz Verbano-Cusio-Ossola (VB) in der Region Piemont.

## Lage und Einwohner
Belgirate liegt rund 20 Straßenkilometer südlich von der Provinzhauptstadt Verbania am Westufer des Lago Maggiore und an der Grenze zur Provinz Novara. Das Gemeindegebiet umfasst eine Fläche von 8 km² und hat 479 Einwohner (Stand am 31. Dezember 2023). Zu Belgirate gehört die Fraktion Carcioni. Belgirate hat einen Bahnhof an der Bahnstrecke Domodossola–Mailand.
Die Nachbargemeinden sind Besozzo, Brebbia, Ispra, Leggiuno, Lesa, Monvalle und Stresa.

### Bevölkerungsentwicklung

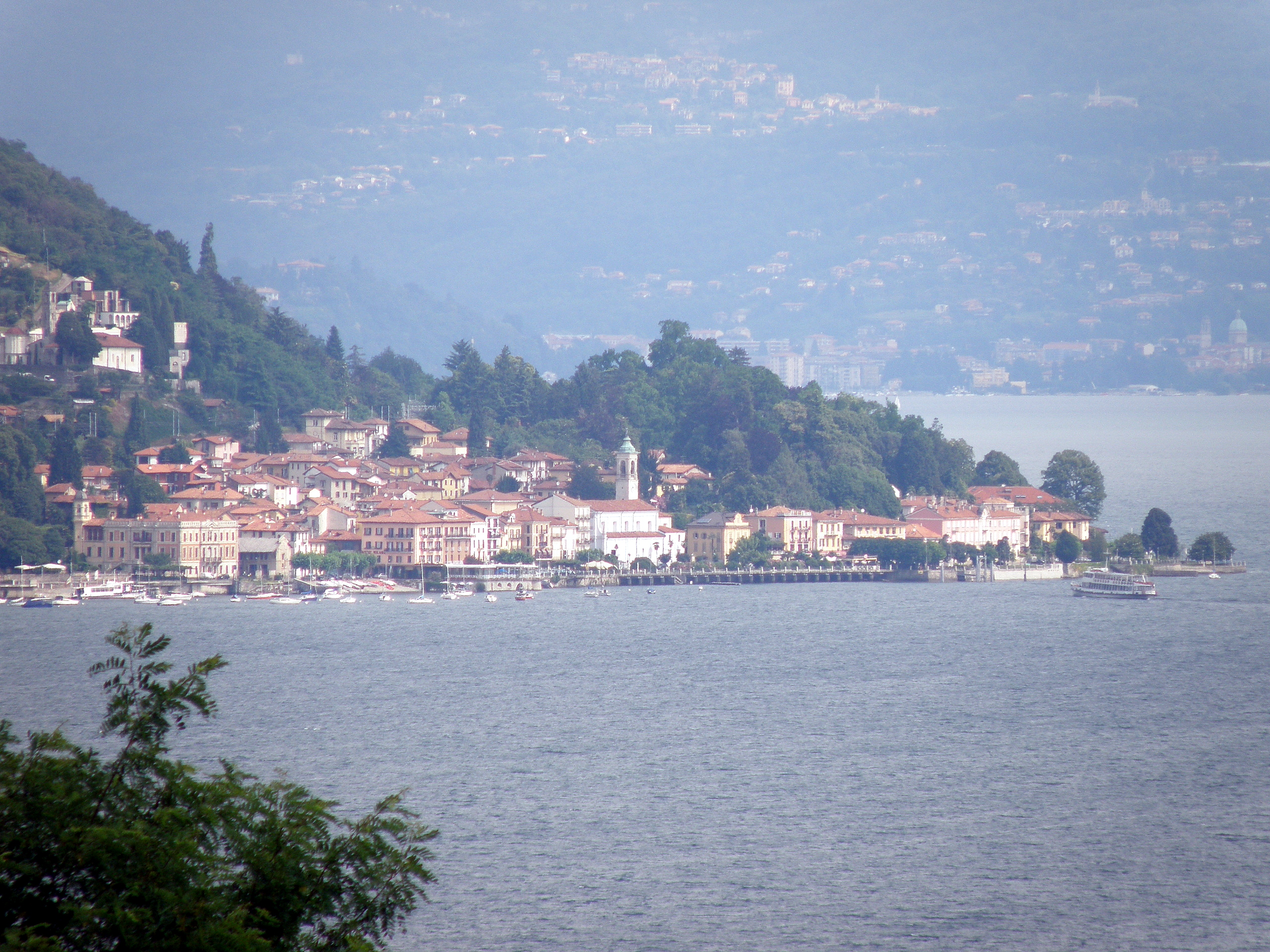
Belgirate

## Geschichte

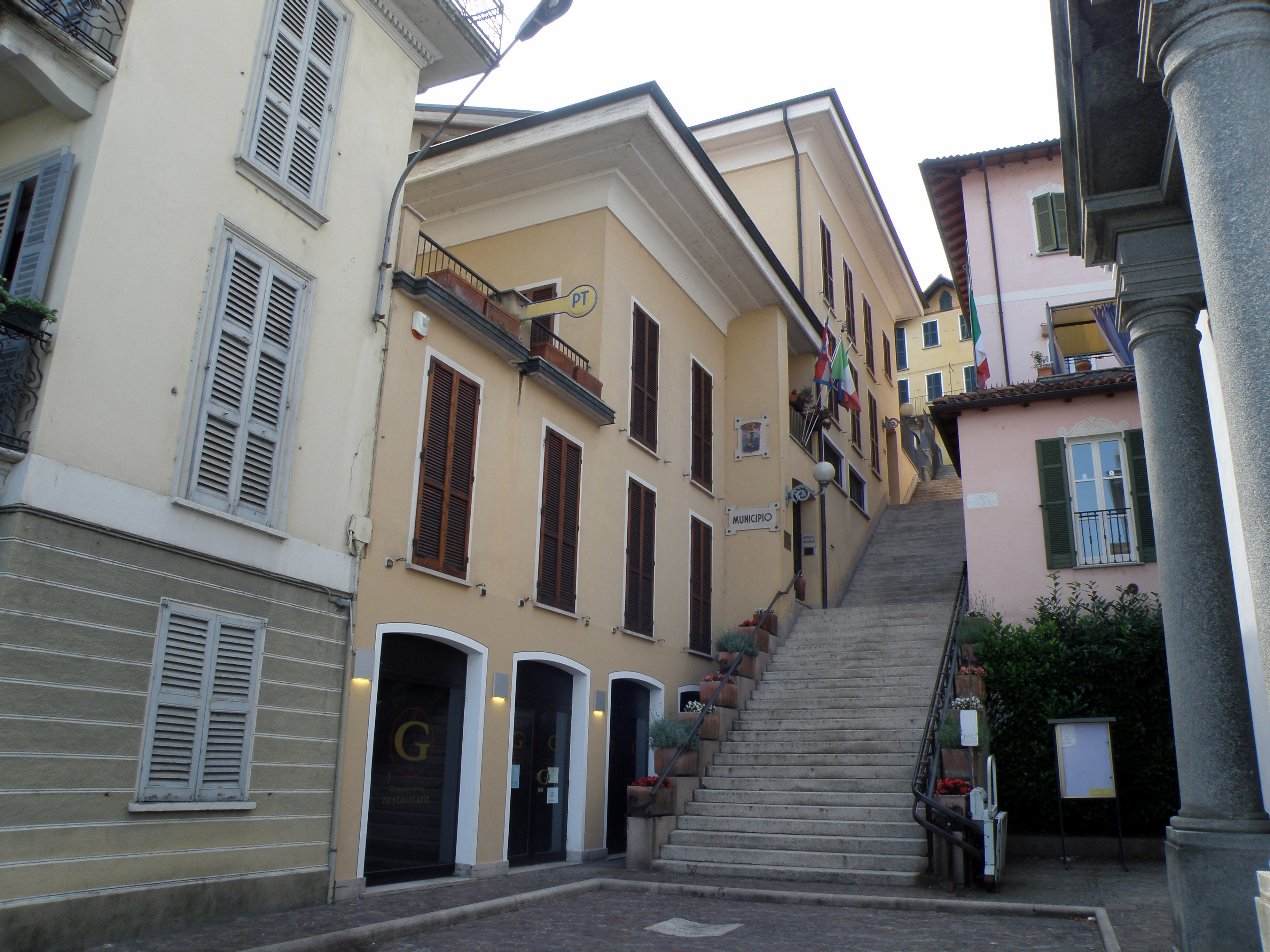
Gemeindehaus

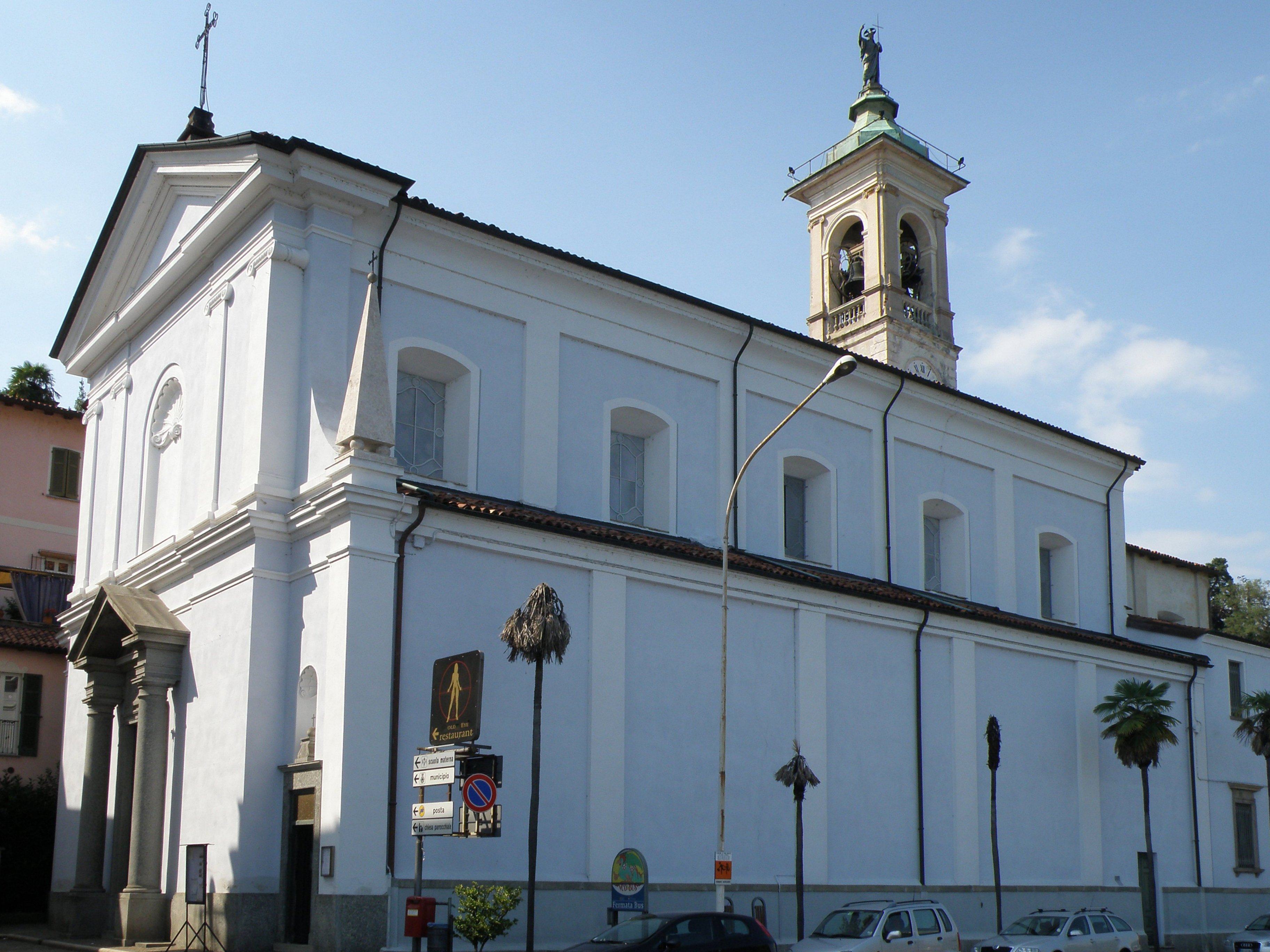
Pfarrkirche Purificazione di Maria

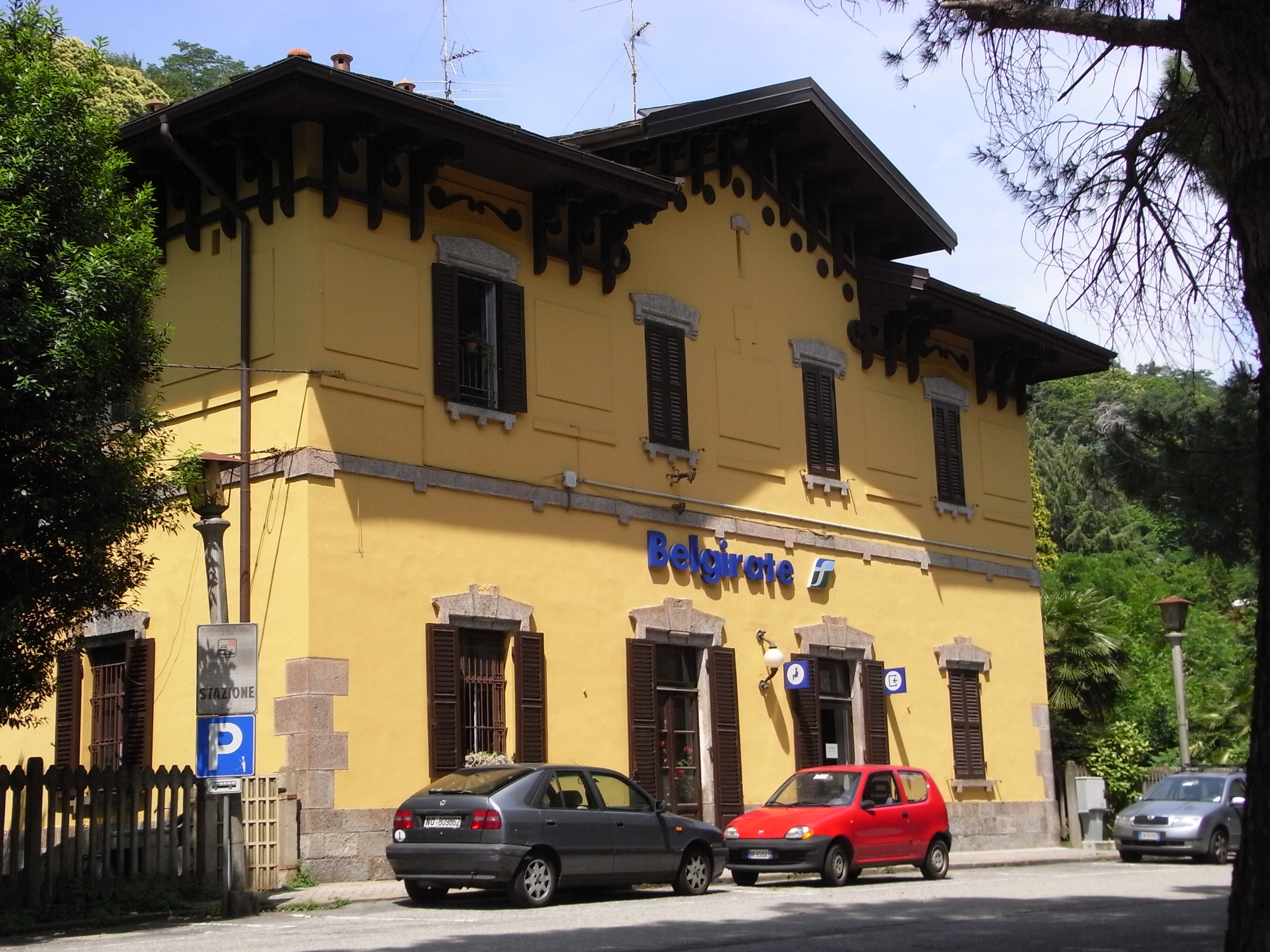
Bahnhof von Belgirate

Als Beweis für den antiken Ursprung der Siedlung gibt es mehrere archäologische Funde von Gräbern mit Münzen aus der Zeit des Kaisers Augustus und einen großen Olpe aus dem 1. Jahrhundert nach Christus. Von Belgirate aus verband die römische Konsularstraße Severiana Augusta Mediolanum (das heutige Mailand) mit Verbannus Lacus (Verbano oder Lago Maggiore) und von hier aus mit dem Simplonpass (lateinisch Summo Plano).
Im Mittelalter war das Belgirate Teil der Fehde von Vergante, von der es das Schicksal der Visconti und schließlich der Adelsfamilie Borromeo verfolgte, die die Amtseinführung von 1441 bis zum Ende des Feudalwesens im 18. Jahrhundert erhielt. Der älteste Teil der Stadt entwickelte sich herum der romanische Kirche Santa Maria (genannt Alte Kirche).

## Sehenswürdigkeiten
- Alte Kirche Santa Maria oder del Suffragio erwähnt erstmals im 13. Jahrhundert. Mit Fresken der Nachfolger von Bernardino Luini (Ende 16. Jahrhundert). Glockenturm aus dem 11. Jahrhundert.[2]
- Pfarrkirche Purificazione della Vergine von 1600 im Barockstil am Seeufer gebaut; im Inneren befinden sich Fresken von Luigi Morgari, Stuckarbeiten von Luigi Secchi und eine Orgel der Firma Bossi aus Bergamo[3].
- Mittelalterliches Oratorium San Paolo[4]
- Villa Treves übernommen 1892 vom Verleger Emilio Treves, wurde zum Wohnsitz mehrerer berühmter Schriftsteller wie Edmondo De Amicis, Giuseppe Giacosa, Arrigo Boito, Gabriele D’Annunzio und Giovanni Verga.
- Villa Carlotta
- Villa Bono Cairoli bewahrt an der Fassade die Denktafel der Übernachtung von Giuseppe Garibaldi.

## Veranstaltungen
Belgirate seit 1982 ist Sitz des Premio Internazionale di Poesia Guido Gozzano, der von der lokalen Pro Loco organisiert wird. Der Preis, der bis 2006 von Professor und Philosoph Pietro Prini geleitet wird, findet jedes Jahr im Hotel Villa Carlotta statt.

## Tourismus
In Belgirate spielte der Tourismus schon immer eine wichtige Rolle. Das zeigt auch die Liste der berühmten Persönlichkeiten und Schriftsteller, die Beligrate besucht haben: Antonio Fogazzaro, Gustave Flaubert, Goethe, Ernest Hemingway, Antonio Rosmini, Thomas Mann, Alessandro Manzoni, George Bernard Shaw, Giovanni Verga und Stendhal, der hier einige Seiten des Romans "Die Kartause von Parma" geschrieben hat. Auch der Komponist Richard Wagner und der Orchesterdirigent Arturo Toscanini verbrachten hier ihre Ferien.

## Söhne und Töchter der Gemeinde
- Caberto Conelli (1889–1974), Automobilrennfahrer und Adliger.